# Abhinav Bindra
Abhinav Bindra, (en punjabi ਅਿਭਨਵ ਿਬੰਦਰਾ, en Hindi : अभिनव बिंद्रा), est un tireur sportif indien né le 28 septembre 1982 à Dehradun.
Il est le premier sportif indien à remporter une médaille d'or aux Jeux olympiques dans une compétition individuelle en remportant l'épreuve de tir à la carabine à air comprimé à 10 mètres le 11 août 2008 lors des Jeux olympiques de Pékin. Aux Jeux Olympiques d’été 2016, Bindra s’est classé le 4e dans l’épreuve finale du tir à la carabine à l’air comprimé à 10 mètres. Le 5 septembre 2016 Abhinav Bindra a annoncé la fin de sa carrière. 
Bindra a étudié à la prestigieuse Doon School.

## Palmarès

### Jeux olympiques
- Jeux olympiques d'été de 2008 à Pékin (Chine) :
  -  Médaille d'or au tir à la carabine à air comprimé à 10 mètres.

### Championnats du Monde
- Championnats du monde de tir de 2006 à Zagreb (Croatie) :
  -  Médaille d'or au tir à la carabine à air comprimé à 10 mètres.